# Saša Popin
Saša Popin (Belgrád, 1989. október 28. –) szerb labdarúgó.

## Sikerei, díjai
CS Pandurii Târgu Jiu:
- Román labdarúgó-bajnokság második helyezett: 2012–13

Zalaegerszegi TE
Magyar másodosztályú bajnokság
Bajnok 2018-19